# Joe Cheng
Joe Cheng (születési neve hagyományos kínai írással: 鄭元暢, egyszerűsített kínai: 郑元畅, pinjin: Zhèng Yuánchàng, magyaros átírásban: Cseng Jüan-csang; Tajcsung (Taichung), 1982. június 19.) tajvani modell, színész, énekes. Karrierjét modellkedéssel kezdte, híressé azonban az It Started With a Kiss című tajvani romantikus szappanopera tette, mely a japán Itazura na Kiss című népszerű japán manga alapján készült. 2009-ben Cheng saját lemezt is kiadott, elindítva ezzel énekesi karrierjét.

## Élete és pályafutása
Szülei elváltak, Cheng modellkarrierje a Catwalk Modelling Agency ügynökségnél kezdődött, dolgozott többek között az Adidasnak és a Puma-nak.
2003-ban kezdett el filmezni, a The Rose című sorozatban kapott szerepet. Ezt két másik sorozat, a Magic Ring és a Nine Ball követte, az igazi sikert azonban a 2005-ben bemutatott It Started With a Kiss című sorozat hozta meg a számára, mely Ázsia-szerte sztárrá emelte.
Cheng a televíziós sorozatok mellett folytatja modellkarrierjét, 2009 októberében pedig saját lemezt is kiadott, Csang ji sou ko (Chang yi shou ge) (暢一首歌, Sing a Song) címmel. Emellett három könyve is megjelent.

## Filmográfia

### Televíziós sorozatok
- 2003: 蔷薇之戀 (The Rose)
- 2003: 米迦勒之舞 (Dance With Michael)
- 2004: 撞球小子 (Nine-Ball)
- 2004: 愛情魔戒 (Magic Ring)
- 2005: 惡作劇之吻 (It Started With a Kiss)
- 2006: 第一桶金 (Di Yi Tong Jin)
- 2006: 庚子風雲 (War and Destiny)
- 2007: 熱情仲夏 (Summer x Summer)
- 2007: 惡作劇2吻  (They Kiss Again)
- 2008: 蜂蜜幸運草 (Honey and Clover)
- 2008: 我的億萬麵包 (Love or Bread)
- 2010: 欢迎爱光临 (That Love Comes)
- 2010: 國民英雄 (Channel-X)
- 2012: 愛的蜜方 (Love Actually)
- 2014: 你照亮我星球 (You Light Up My Star)
- 2015: 只因单身在一起 (Singles Villa)[3]

### Filmek
- 2007: What on Earth Have I Done Wrong?!
- 2012: Ripples of Desire
- 2012: Time Archive
- 2014: The Queens

## Könyvei
- Yuan Chang Kuai Wei《元味暢快》(2005)
- Always Smile 《籃球偶像事件簿》(2003)

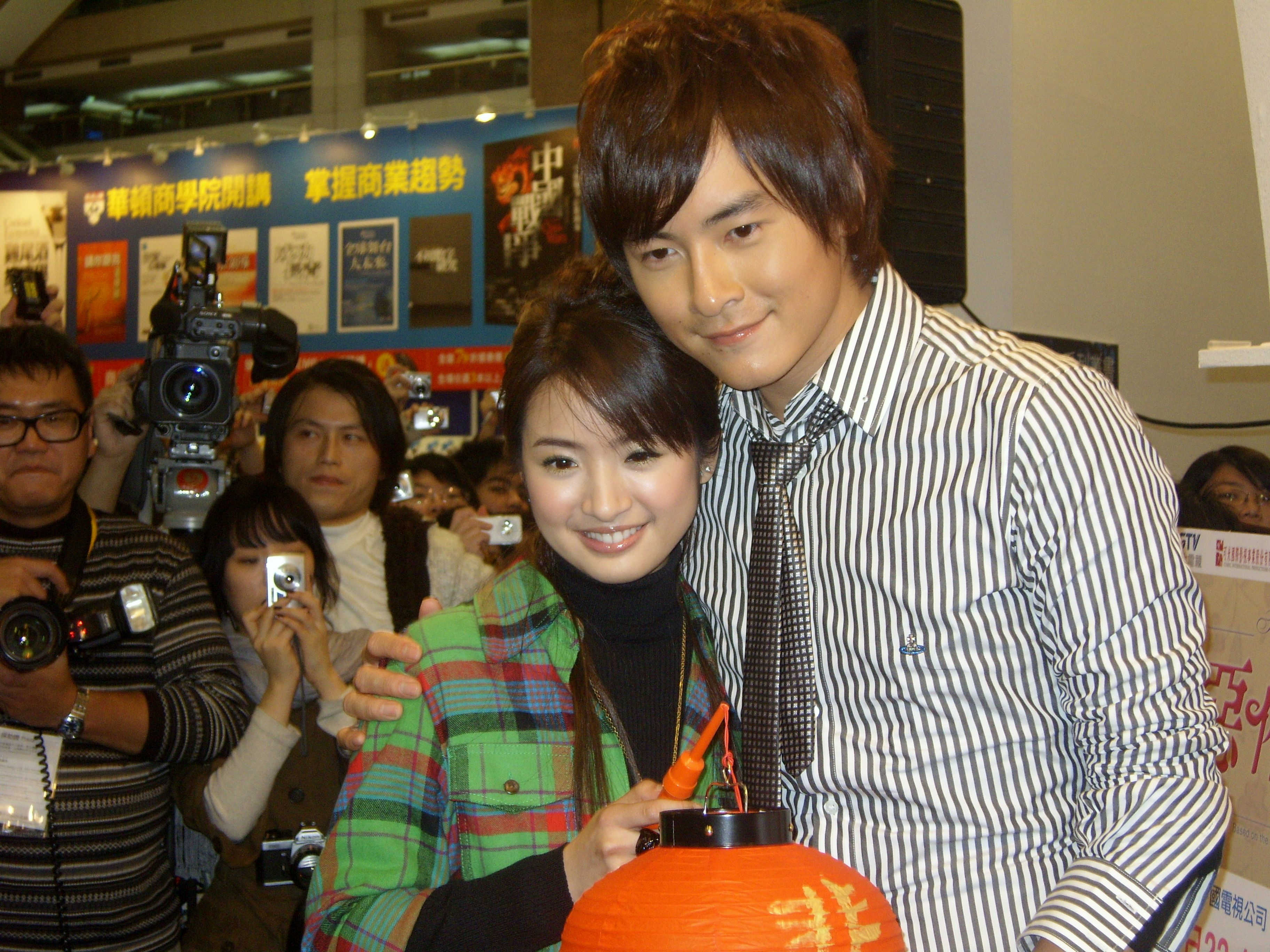
Ariel Lin és Joe Cheng egy médiaeseményen, 2008-ban

- My Color My Style 《我型我色——鄭元暢配色寶典》(2003)